# Denise Welch
Jacqueline Denise Welch (nacida el 22 de mayo de 1958) es una actriz, personalidad televisiva, escritora y presentadora de televisión británica. Entre sus papeles más notables destacan Natalie Barnes en Coronation Street (1997–2000), Steph Haydock en Waterloo Road (2006–2010), y Trish Minniver en Hollyoaks (2021–2022). Denise Welch también tiene apariciones regulares como panelista en el programa de entrevistas de ITV, Loose Women (2005–2013, 2018–actualidad).
La señora Welch también ha participado en otros papeles en los dramas televisivos Spender (1991–1993), Soldier Soldier (1993–1995), y Down to Earth (2004–2005). En el 2011, fue una participante en la sexta temporada de Dancing on Ice, donde fue emparejada con el patinador profesional Matt Evers. En 2012, fue la ganadora de la novena temporada de Celebrity Big Brother.

## Niñez y adolescencia
Jacqueline Denise Welch nació en Tynemouth, Northumberland el 22 de mayo de 1958. Tiene una hermana menor. Jacqueline Welch fue a la Bygate School en Whitley Bay, y a La Sagesse School en Newcastle upon Tyne, antes de mudarse a Ebchester, County Durham a los 13 años, donde acudió a la escuela Blackfyne Grammar School en Consett y aprobó cinco exámenes GCE. Ella desarrolló una afición por la actuación a los 14 años después de adquirir un papel dentro de una producción escolar de Finian's Rainbow. A la edad de 17 años, consideró asistir a un instituto para formación docente en Crewe; Sin embargo, su padre y su maestra de drama le sugirieron que se postulara para la Mountview Academy of Theatre Arts in London. La señora Welch fue aceptada y posteriormente se graduó en el año 1979,  obteniendo su certificado de pertenencia a la Actors' Equity Association mientras enseñaba danza en el Watford Palace Theatre.

## Carrera

### Actuación
Denise Welch se convirtió en actriz justo después de salir de la escuela, a los 12 años. Se presentó  en Yakkety-Yak junto a los hermanos McGann en el Astoria Theatre de Londres en el año 1983. Después, se unió a la Live Theatre Company, Newcastle, donde participó en distintas producciones, como There's a Girl in My Soup, y en un cuarteto de obras de Alan Ayckbourn, incluyendo Bedroom Farce. También fue Sandy en el musical Grease en Haymarket Theatre, Leicester, año 1984.
Su primera aparición en televisión fue en la producción titulada Barriers de Tyne Tees Television en 1981. Algunos años después, apareció en el éxito de ITV, Auf Wiedersehen, Pet (1986), para después obtener más roles en el programa infantil Byker Grove (1990–1991), A Kind of Living (1988), la adaptación de The Glass Virgin por Catherine Cookson (1995), y apareciendo junto a Jimmy Nail en Spender de la BBC (1991–1993).
En 1993, Denise Welch se volvió una celebridad reconocida cuando obtuvo el papel de Marsha Stubbs en la serie de drama Soldier Soldier de ITV. Gracias a su éxito en la serie, lanzó un sencillo en 1995, con los temas  "You_Don't_Have_to_Say_You Love_Me" (un cover del éxito de Dusty Springfield) y "Cry Me a River" (popularizado por Julie London), que alcanzó el puesto 23 en la UK Singles Chart.
La actriz se volvió aún más conocida en 1997, cuando obtuvo el papel de Natalie Horrocks en la conocida telenovela de ITV Coronation Street. Natalie era una divorciada quien pronto se convirtió en la amante de Kevin_Webster (interpretado por Michael_Le_Vell), el esposo de Sally_Webster. Kevin y Sally fueron una de las parejas más duraderas de la novela y tuvieron dos hijos. Originalmente retratada como una "femme_fatale", Natalie obtuvo mayor respeto al convertirse en la propietaria del célebre bar de la novela  The Rovers Return. En el 2000, los productores de Coronation Street querían que la actriz interpretara una trama en la que Natalie tenía un aborto espontáneo, pero esta se negó diciendo que el personaje ya había perdido a su esposo e hijo. Posteriormente, La señora Welch, quien estaba esperando un bebé el mismo año, decidió abandonar el programa. Al mismo tiempo, comentó:  "Estoy esperando convertirme en mamá de nuevo y pasar algo de tiempo con mi bebé y estoy disfrutando la posibilidad de nuevos retos en mi carrera". Un representante de Granada TV comentó, "El personaje de [Natalie] se irá del show y se mudará a un nuevo lugar, le deseamos lo mejor a Denise para el nacimiento de su bebé y el futuro de su carrera."
En el año 2002, Denise Welch fue la estrella invitada en Where the Heart Is, y en la serie médica dramática de la BBC Holby City, interpretando a la gerente de riesgo Pam McGrath, quien tenía una relación en el programa con Mubbs Hussein (interpretado por Ian Aspinall). Fue invitada dos veces para actuar en la serie policial de drama The Bill (en 1997 y 2006), y también ha aparecido en Doctors de la BBC (2004), Down to Earth (2004–2005) y Born_and_Bred (2002–2003). La señora Welch protagonizó el largometraje británico The Jealous God (2005) y Hollyoaks: In the City (2006), entre otras apariciones.  Desde el 2006 hasta el año 2010, apareció como Steph Haydock, la maestra de francés en la exitosa serie dramática ambientada en una escuela Waterloo Road, de la BBC y tuvo el rol de Janet "Goldie" Gold en un episodio titulado "Rogue" del drama médico Casualty, transmitido el 2 de julio de 2011.
Originalmente, Denise obtuvo el papel de Frances Myers en Bad Girls, pero terminó rechazándolo debido a su estado de salud; su futura coestrella de Eva_Pope recibió el papel. Welch abandonó Waterloo Road sin la intención de regresar en la sexta temporada , aunque decidió volver para los episodios nueve y diez.
A través de la cuenta de Twitter BenidormTweets, se reveló que la actriz haría parte del elenco para la cuarta temporada de Benidorm. Interpretó el papel de 'Scary' Mary, junto a su esposo de aquel entonces, Tim Healy.
En el 2012, Denise, interpretó a Truvy en la producción Steel Magnolias. El año siguiente, actuó como Catherine Robinson en Smack Family Robinson por Richard Bean en el Rose Theatre en Kingston.
El 25 de marzo del 2016, se anunció que Denise sería una estrella invitada en EastEnders como Alison Slater, la madre separada de Kyle Slater (Riley_Carter Millington) y la madrastra en secreto de Stacey Slater (Lacey Turner). Con respecto a obtener el papel, la actriz afirmó: "Estoy maravillada de hacer parte de un show tan icónico, ¡es emocionante! Tengo varios amigos en el programa, no puedo esperar para comenzar. Será por poco tiempo, pero es tan poderoso que estoy muy contenta de empezar". Apareció por primera vez el 3 de mayo de 2016, y sus seguidores admiraron su actuación e insistieron en que se le diera un papel permanente en la novela.
En el 2017, Denise Welch apareció como Valerie en la comedia romántica Finding Fatimah. También protagonizó en Black Eyed Susan, junto a Louis Healy, un cortometraje que detalla la propia experiencia de la actriz con la depresión. La película ganó un Silicon Beach Film Awards por mejor drama.
En enero del 2018, se anunció que Denise interpretaría a Celia en la producción de  Calendar Girls: The Musical en el Reino Unido.
En mayo del 2020, apareció como Doll Belvedere en la serie en línea Dun Breedin, escrita y protagonizada por Julie Graham con Angela Griffin, Alison Newman, Tracy-Ann Oberman y Tamzin Outhwaite. Debido al confinamiento que provocó la pandemia de COVID-19, las escenas de la señora Welch se filmaron en su casa y la serie también incluyó a su esposo Lincoln Townley, en el papel del esposo de Doll, Zoot.

### Apariciones personales y labor como presentadora.
Denise Welch presentó múltiples proframas de televisión y también apareció en varios comerciales de ScS promocionando mobiliario ligero. Así mismo, presentó su propio programa de (hazlo tú mismo) DIY llamado "The Real DIY Show" en el año 2000 y  Soap Fever para ITV2. En el 2001, apareció en Lily Savage's Blankety Blank. Desde el 2005, ha sido panelista regular en el programa de debate de ITV Loose Women. En el año 1999, actuó como Petula Clark en el concurso de canto con celebridades de ITV's Stars in Their Eyes.
También fue el tema de This Is Your Life en 1999, cuando Michael Aspel la sorprendió en Piccadilly Station, Manchester.
En el 2008, Denise apareció en la versión con celebridades de Who Wants to be a Millionaire con el héroe de la guerra de las Malvinas Simon Weston. En 2009, se convirtió en la narradora del remake de 10 Years Younger, en Channel 4. También participó en Playing the Part, un documental de BBC One el 21 de mayo de 2009, en el que volvió a su antigua escuela secundaria, Consett Community Sports College, y enseñó allí por una semana.
Muestra su apoyo por Children North East, una organización benéfica para niños que se localiza en Newcastle, y por la cual, Denise ha aparecido en diversos eventos y ha apoyado proyectos en la comunidad. En abril del 2010, apareció en la televisión junto a su esposo Tim en el programa de ITV All Star Mr & Mrs y donó el premio que ganó de £5,000 a la organización antes mencionada. También apareció en el concierto de beneficencia Sunday for Sammy, que recientemente parodió el show Loose Women como "Slack Lasses".
Denise Welch fue presentadora invitada del  programa de ITV Breakfast, Lorraine en noviembre del 2010. El 9 de enero de 2011, Denise participó en la sexta temporada de Dancing on Ice en ITV con su compañero de patinaje, el estadounidense Matt Evers, quien también fue compañero de Zöe Salmon y Heather Mills en las temporadas anteriores. Durante la octava semana del programa, transmitida el 6 de mayo del año 2011, Ever y ella fueron eliminados tras ser derrotados por el soldado del ejército, Johnson Beharry.
En enero del 2012, la actriz se convirtió en una de las integrantes de Celebrity Big Brother en el Channel 5 de Reino Unido. Ganó el concurso de telerrealidad venciendo a Frankie Cocozza en la final.
En el 2013, participó el programa de baile de ITV, Stepping Out con su esposo, Lincoln Townley.
Se cree que la actriz abandonó Loose Women en octubre del 2013 a causa de diferencias con la nueva directora de ITV, Helen Warner. Regresó al programa en junio del 2018.
En el 2013, apareció en el especial navideño de Through the Keyhole, presentado por Keith Lemon.
A inicios de septiembre del año 2020, apareció en This Morning declarando durante su entrevista con Eamonn Holmes y Ruth Langsford que los medios y las autoridades estaban "sembrando el miedo" a cerca de la pandemia COVID-19 . Tuvo una disputa en  Twitter con Piers Morgan a cerca de las tasas de infección por COVID-19. Piers le dijo que estaba "equivocada" y era "peligrosa" después de su aparición en This Morning.

## Vida personal
La señora Welch vive en Wilmslow, Cheshire. Su primer matrimonio fue con el actor  David Easter, desde 1983 hasta su divorcio en 1988; Denise ha hecho declaraciones públicas acerca de sus sospechas de que su exesposo cometió adulterio. Luego conoció a Tim Healy mientras trabajaban juntos en el Live Theatre Company. Se casaron en Haringey, Londres, en 1988 y tienen dos hijos: 
Matthew Healy (nacido el 8 de abril de 1989, Hendon, Londres), es miembro de la banda de rock alternativo The 1975, y Louis Vincent (nacido el 2 de marzo del 2001, Salford).
La actriz anunció durante la transmisión en vivo de Loose Women el 6 de febrero del 2012, que ella y Healy estaban separados y que de hecho llevaban mucho tiempo así. Poco después, anunció que estaba saliendo con su director de relaciones públicas, Lincoln Townley. En agosto del 2012, se reveló que estaban comprometidos y el 13 de julio de 2013 se casaron en Portugal.
Denise confesó que su matrimonio casi se arruina debido a su enfermedad mental, al igual que una aventura que tuvo durante su depresión. Con la ayuda de su antigua coestrella  Kevin Kennedy en Coronation Street, asistió a Alcohólicos Anónimos y sugiere que esto la ayudó a terminar su dependencia del alcohol. En abril del 2010, se publicó su autobiografía de 320 páginas Pulling Myself Together, donde describe cómo superó sus problemas con el alcohol, las drogas y la depresión, y que fue uno de los libros más vendidos en el Reino Unido.
Durante una entrevista en febrero del 2015, dijo que se «sentía más libre de sus problemas mentales durante sus 50 que como se sintió durante sus 30 y sus 40». En abril de 2017, anunció que apoyaba a la candidata por el Women's Equality Party Tabitha Morton en las elecciones regionales a alcalde de Liverpool City.

## Filmografía

### Cine
| Año  | Título              | Personaje      | Observaciones    |
| ---- | ------------------- | -------------- | ---------------- |
| 2005 | The Jealous God     | Maureen        | Papel Secundario |
| 2008 | Sunday for Sammy    | muchacha floja | Papel Secundario |
| 2009 | A Bit of Tom Jones? | Delilah        | Papel Secundario |
| 2017 | Finding Fatimah     | Valerie        | Rol principal    |
| 2017 | Black Eyed Susan    | La mujer       | Cortometraje     |
| 2019 | Burning Men         | Julie          | Papel Secundario |
| 2020 | Love Sarah          | Elizabeth      | Rol principal    |

### Televisión
| Año       | Título                  | Personaje           | Observaciones                                         |
| --------- | ----------------------- | ------------------- | ----------------------------------------------------- |
| 1982      | Barriers                | Janet Tompkinson    | Temporada 2: Episodio 4                               |
| 1986      | Auf Wiedersehen, Pet    | Jean                | Episodio: "Marjorie Doesn't Live Here Anymore"        |
| 1988      | A Kind of Living        | Jane                | Temporada 2: Episodio 6                               |
| 1989      | And a Nightingale Sang  | Girl at Dance       | Telefilm                                              |
| 1990–1991 | Byker Grove             | Polly Bell          | Recurring role; 7 episodios                           |
| 1991–1993 | Spender                 | Frances Spender     | Protagonista; 14 episodios                            |
| 1991      | New Voices              |                     | Episodio: "The Godmother"                             |
| 1993–1995 | Soldier Soldier         | Marsha Stubbs       | Protagonista; 26 episodios                            |
| 1993      | Harry                   | Valerie             | Temporada 1: Episodio 4                               |
| 1993      | Come Snow, Come Blow    |                     | Telefilm                                              |
| 1995      | The Glass Virgin        | Jessie              | Miniserie; 2 episodios                                |
| 1997      | The Bill                | Sheila Hayman       | Episodio: "Breaking Up"                               |
| 1997–2000 | Coronation Street       | Natalie Barnes      | Regular role; 489 episodios                           |
| 1997      | See You Friday          | Vanessa             | Los 6 episodios                                       |
| 2002      | The Vice                | Clara King          | Episodio: "No Man's Land"                             |
| 2002      | Breeze Block            |                     | Episodio: "Saturday, Sinday"                          |
| 2002–2003 | Born and Bred           | Edie McClure        | Episodios: "Nothing Like the Son" y "Fertility Rites" |
| 2002      | Holby City              | Pam McGrath         | Recurring role; 5 episodios                           |
| 2002      | Where the Heart Is      | Linda Sargent       | Episodio: "Extra Time"                                |
| 2003      | The Afternoon Play      | Carol Haye          | Episodio: "Turkish Delight"                           |
| 2004–2005 | Down to Earth           | Jackie Murphy       | Protagonista; 18 episodios                            |
| 2004      | Doctors                 | Jane Howard         | Episodios: "Two Can Play: Parts 1 & 2"                |
| 2006–2010 | Waterloo Road           | Steph Haydock       | Regular role; 79 episodios                            |
| 2006      | The Bill                | Elaine Wallace      | Episodio: "Better the Devil You Know"                 |
| 2006      | Hollyoaks: In the City  | D.C.I. Fisher       | 2 episodios                                           |
| 2011      | Benidorm                | 'Scary' Mary        | Temporada 4: Episodio 1                               |
| 2011      | Casualty                | Janet "Goldie" Gold | Episodio: "Rogue"                                     |
| 2011      | Bloody Norah            | Mamá                | Telefilm                                              |
| 2012      | Loserville              | Susan Lewis         | Telefilm                                              |
| 2015      | Doctors                 | Judith Whitney      | Episodio: "Oh What a Tangled Web..."                  |
| 2015      | Inspector George Gently | Susan               | Episodio: "Gently with the Women"                     |
| 2015–2016 | Boy Meets Girl          | Pam McDonald        | Los 12 episodios                                      |
| 2015–2016 | Holby City              | Linda Bradshaw      | Episodios: "Cover Story" y "A Friend in Need"         |
| 2016      | EastEnders              | Alison Slater       | Episodio 5276                                         |
| 2016      | Doctors                 | Denise Brown        | Episodio: "A Christmas Treat"                         |
| 2018      | Different for Girls     | Maeve               | Episodio: "The whole story"                           |
| 2020      | Class Dismissed         | Pam Travers         | Episodios: "Snake!" y "Key Stage 3 Rules"             |
| 2020      | Dun Breedin             | Doll Belvedere      | Serie online; all 9 webisodes                         |
| 2021–2022 | Hollyoaks               | Trish Minniver      | Regular role; 95 episodios                            |
| 2022      | Dead Canny              | Angela              | Episodio: "Pilot"                                     |

### Como ella misma
| Año                                 | Título                                      | Personaje          | Observaciones                                                                           |
| ----------------------------------- | ------------------------------------------- | ------------------ | --------------------------------------------------------------------------------------- |
| 1999                                | Estrellas famosas en sus ojos               | Ella misma         | Concursante                                                                             |
| 1999                                | fiebre del jabón                            | Ella misma         | Presentadora                                                                            |
| 2000–2002, 2005–2013, 2018–presente | Mujeres sueltas                             | panelista habitual | Invitada (2000) Panelista invitada (2001-2002) Presentadora de relevo (2006-2010, 2012) |
| 2000                                | El verdadero programa de bricolaje          | Ella misma         | Presentadora                                                                            |
| 2008                                | Quién quiere ser millonario                 | Ella misma         | Concursante                                                                             |
| 2009                                | 10 años más joven                           | Ella misma         | Narradora                                                                               |
| 2009                                | Jugando el papel                            | Ella misma         | Partícipe                                                                               |
| 2010                                | All Star Sr. y Sra.                         | Ella misma         | Concursante                                                                             |
| 2010                                | lorena                                      | Ella misma         | presentadora invitada                                                                   |
| 2011                                | bailando sobre hielo                        | Ella misma         | Concursante                                                                             |
| 2012                                | Celebridad Gran Hermano                     | Compañera de casa  | Ganadora                                                                                |
| 2012                                | Historias de vida de Piers Morgan           | Sí misma           | Invitado                                                                                |
| 2012                                | The Chase: Especial de celebridades         | Sí misma           | Concursante                                                                             |
| 2013                                | Punto de inflexión: estrellas de la suerte  | Sí misma           | Concursante                                                                             |
| 2013                                | Saliendo                                    | Sí misma           | Concursante                                                                             |
| 2013                                | A través del ojo de la cerradura de Navidad | Sí misma           | Propietaria famosa                                                                      |
| 2013                                | El cubo: especial de celebridades           | Sí misma           | Concursante                                                                             |

## Teatro
| Año       | Título                           | Personaje     | Observaciones                |
| --------- | -------------------------------- | ------------- | ---------------------------- |
| 1983      | Yakkety-Yak                      | Rita          | Teatro Astoria               |
| 1984      | Grease                           | Arenoso       | Teatro Haymarket             |
| 1985      | Hay una chica en mi sopa         | Claire        | Teatro en vivo, Newcastle    |
| 1986      | farsa de dormitorio              | Delia         | Teatro en vivo, Newcastle    |
| 1995      | disparando a la leyenda          | Varios        | Teatro Real, Newcastle       |
| 2001-2002 | Jack y las habichuelas mágicas   | Hada          | Teatro Real, Newcastle       |
| 2004-2005 | Blanca Nieves y los Siete Enanos | Reina malvada | Plaza de Stockport           |
| 2006-2007 | Cenicienta                       | Hada          | Cívico de Darlington         |
| 2012-2013 | Cenicienta                       | Hada          | Real y Derngate, Northampton |
| 2017      | El viento en los sauces          | señora nutria | Paladio de Londres           |
| 2017-2018 | Jack y las habichuelas mágicas   | Hada          | Times Square, Newcastle      |
| 2018-2019 | chicas del calendario            | Celia         | Gira por el Reino Unido      |

### Memorias
- Pulling Myself Together (Pan, 2010) ISBN 9780330513012
- Starting Over (Pan, 2012) ISBN 9781447222484
- The Unwelcome Visitor (Hodder and Stoughton, 2020) ISBN 9780330513012

### Novelas
- If They Could See Me Now (Sphere, 2016) ISBN 9780751562323
- The Mother's Bond (Sphere, 2018) ISBN 9780751562378